# Kiribatiska
Kiribatiska eller gilbertesiska (eget namn: I-Kiribati) är ett malajo-polynesiskt språk som talas av omkring 72 000 människor, främst på Kiribati, där det är officiellt språk tillsammans med engelska. Språket anses vara stabilt.
Det europeiska namnet på språket, gilbertesiska, kommer från sjökaptenen Thomas Gilbert, som tillsammans med John Marshall var de första européer som nådde Gilbertöarna 1788, en av de tre ögrupper som utgör Kiribati.
Språket skrivs med latinska alfabetet.

## Fonologi
Kiribatiskan har fem vokaler, som förekommer i både långa och korta varianter.

### Konsonanter
|           | Bilabial | Bilabial | Koronal | Velar |
| Norm.     | Vel.     |          | Koronal | Velar |
| --------- | -------- | -------- | ------- | ----- |
| Nasal     | m        | mˠ       | n       | ŋ     |
| Klusil    | p        | pˠ       | t       | k     |
| Frikativ  |          | βˠ       |         |       |
| Tremulant |          |          | ɾ       |       |

Källa:

### Vokaler
|           | Främre | Bakre |
| --------- | ------ | ----- |
| Sluten    | i      | u     |
| Halvöppen | e      | o     |
| Öppen     |        | a     |

Källa:

## Grammatik
Kitibatiska är ett VOS-språk. Framför verben brukar man dock ha ett slags klitiska pronomen, vilket kanske kan jämföras med de personböjningar av verben som förekommer i många språk. 